# Pfarrkirche Steinbach am Ziehberg

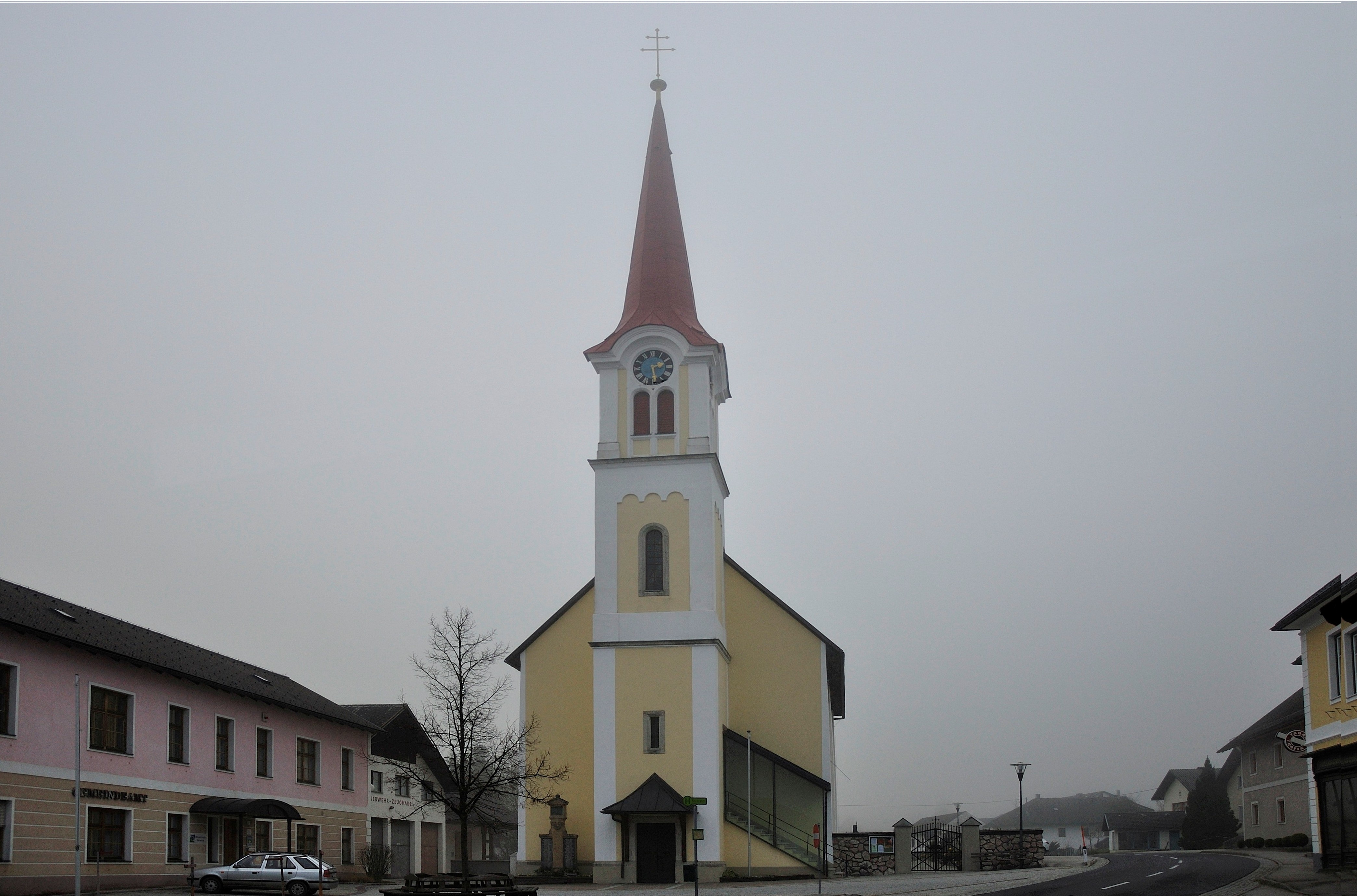
Katholische Pfarrkirche hl. Florian in Steinbach am Ziehberg

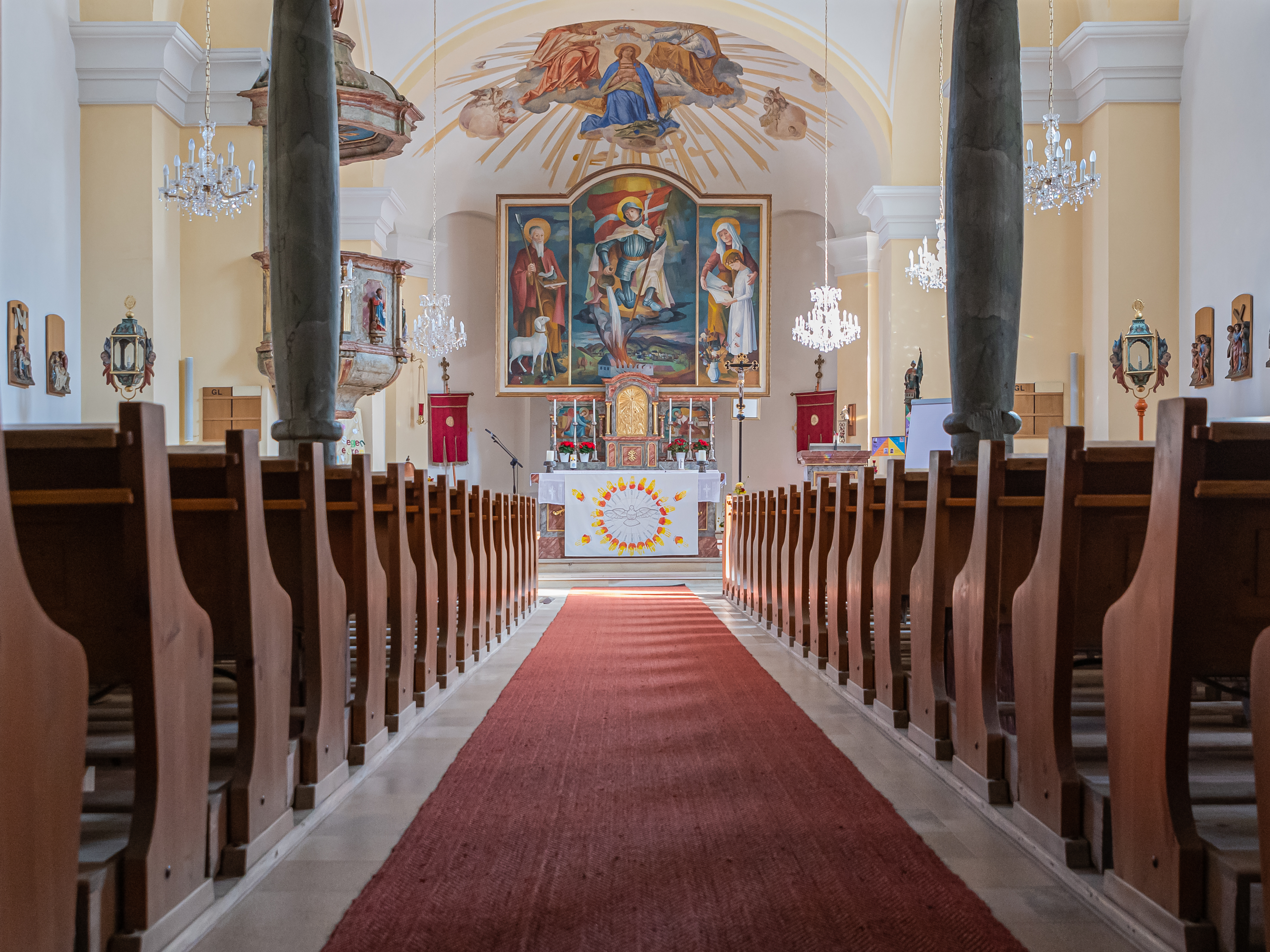
Innenansicht

Die römisch-katholische Pfarrkirche Steinbach am Ziehberg steht in der Gemeinde Steinbach am Ziehberg im Bezirk Kirchdorf in Oberösterreich. Sie ist dem heiligen Florian geweiht und gehört zum Dekanat Windischgarsten in der Diözese Linz. Das Bauwerk steht unter Denkmalschutz.

## Lagebeschreibung
Die Kirche steht im Ortskern. An das Gebäude schließt der ebenfalls denkmalgeschützte Friedhof an.

## Geschichte
Die Kirche wurde in den Jahren 1778 bis 1780 errichtet.  Die Pfarre entstand im Jahr 1784 durch Herauslösung aus dem Pfarrgebiet von Kirchdorf. Der Kirchturm stammt aus den Jahren 1877 und 1878. 1954 erfolgte eine Restaurierung.

## Kirchenbau
Kirchenäußeres
Das Bauwerk ist ein kleiner nüchterner Bau, der für die josephinistische Zeit typisch ist. Der Westturm hat einen Spitzhelm.
Kircheninneres
Das einschiffige Langhaus ist zweijochig. Darüber ist ein Flachhängekuppelgewölbe. Der leicht eingezogene, einjochige Chor endet im 5/10-Schluss. Die Fresken stammen aus der Zeit um 1870.